# Großschönau (Autriche)
Pour les articles homonymes, voir Großschönau.
Großschönau est une commune autrichienne du district de Gmünd en Basse-Autriche.

## Géographie
Localités de Großschönau :
- Engelstein
- Friedreichs
- Großotten
- Großschönau
- Harmannstein
- Hirschenhof
- Mistelbach
- Rothfarn
- Schroffen
- Thaures
- Wachtberg
- Wörnharts
- Zweres